# Sèvre Nantaise
Il Sèvre Nantaise /sɛvʁ nɑ̃ˈtɛːz/ è un fiume della Francia occidentale. È il principale affluente della Loira e nasce nel dipartimento di Deux-Sèvres (che porta questo nome proprio per la presenza del Sèvre Nantaise e del Sèvre niortaise), vicino a Secondigny.

## Geografia
Il Sèvre Nantaise ha la sua fonte a 215 m d'altitudine sull'altopiano di Gâtine, nel comune di Beugnon nei Deux-Sèvres. Attraversa poi i dipartimenti della Vandea, del Maine e Loira e della Loira Atlantica scorrendo verso nord-ovest, prima di affluire nella Loira a Nantes (esattamente nel quartiere di San Giacomo), dopo un percorso di 141 km.
Il fiume curva leggermente per attraversare paesaggi verdi, frequentati dai pescatori e la fauna locale. Vi si trovano anche moltissimi mulini ad acqua che hanno approfittato durante secoli del flusso del Sèvre Nantaise.
Il fiume percorre alcune importanti località come il "castello di Barba Blu a Tiffauges, i sentieri per le escursioni tra Boussay, Cugand e Bruffière, il parco "Garenne Lemot" a Clisson e il "Chaussée des Moines" a Vertou.

## Principali affluenti
- l'Ouin
- il Moine
- il Crûme
- il Sanguèze
- il Maine

## Città attraversate

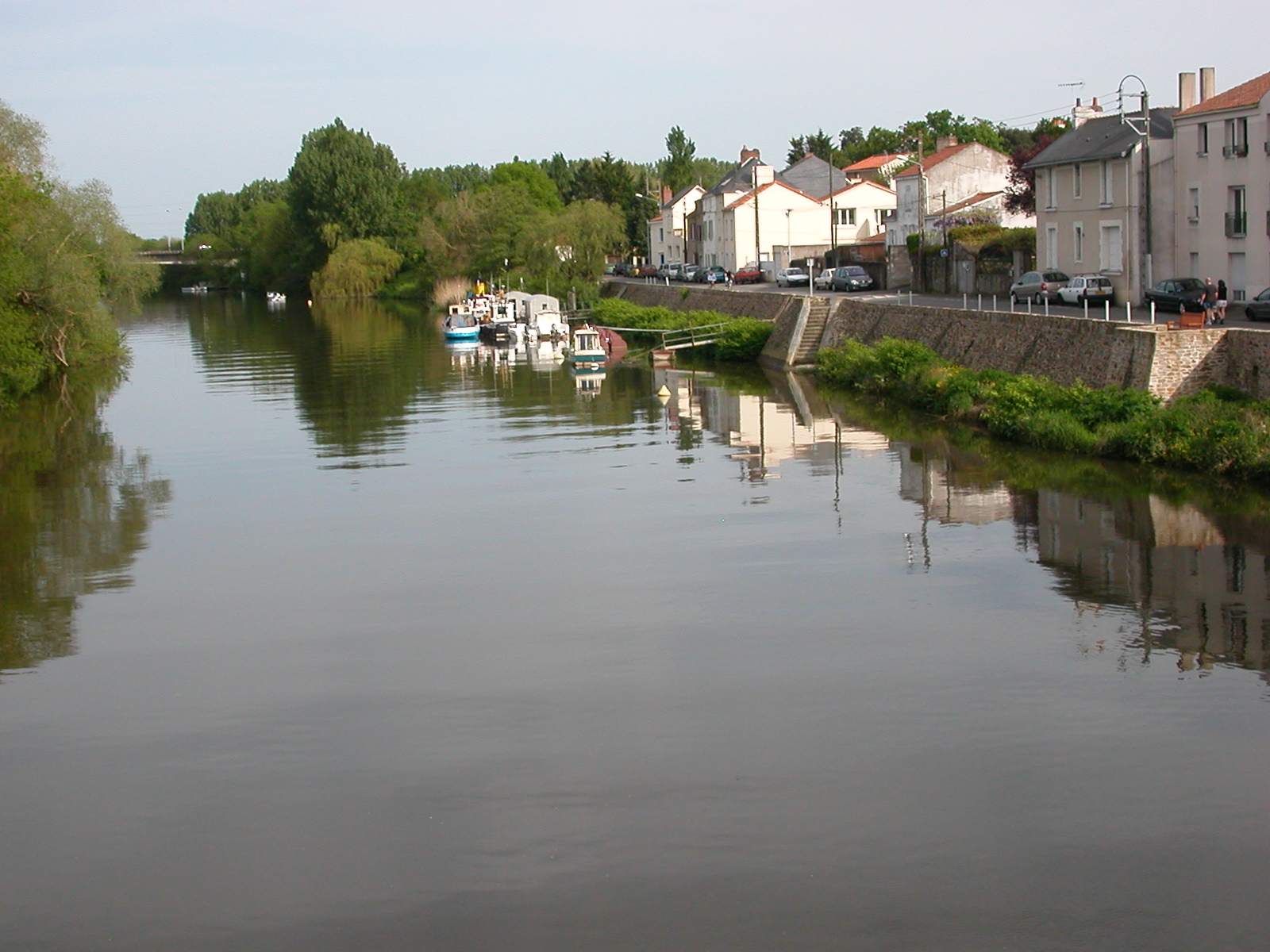
La Sèvre a Port Morinière a Rezé.

- Moncoutant
- Mortagne-sur-Sèvre
- Saint-Laurent-sur-Sèvre
- Tiffauges
- La Bruffière
- Boussay
- Cugand
- Clisson
- Gorges
- Vertou
- Nantes
- Niort